# 横地義之
横地 義之（よこち よしゆき）は、彦根藩井伊家の家臣。
彦根藩主井伊直中の十二男で、次いで藩主となった藩主井伊直亮の異母弟、井伊直弼の異母兄にあたる。井伊家の家老である横地佐平太義載の養子となって家督を相続する。弘化4年（1847年）9月2日に死去。享年38。